# 李棠 (宣德進士)
李棠（？—？），字宗楷，浙江縉雲人。明朝政治人物，同進士出身。

## 生平
宣德元年（1426年），李棠舉丙午科浙江鄉試，宣德五年（1430年），中進士，授刑部主事，為刑部尚書魏源、金濂所器用。升刑部員外郎，多所平反，進郎中。景泰年間，升任侍郎。隨後巡撫廣西，提督軍務。景泰三年（1452年），思明土知府黃鈞嗣位，為庶兄黃矰使人殺滅家族，并以盜亂誣告。李棠率右參政曾翚、副使劉仁宅捉捕。黃矰則派人進入京師，上書請明景帝廢太子，立己子。明景帝大喜，則立升黃矰為都督同知，免除其罪。李棠得知后郁郁，累疏請求借病歸鄉，卻不領嶺表一物，以示清節。